# Armina tigrina
Armina tigrina is een slakkensoort uit de familie van de Arminidae. De wetenschappelijke naam van de soort is voor het eerst geldig gepubliceerd in 1814 door Rafinesque.